# Пари Фут Гей
«Пари Фут Гей» (фр. Le Paris Foot Gay — парижский футбольный клуб геев) — французский футбольный клуб. Основан в декабре 2003 года. Спонсируется бывшим профессиональным футболистом Викашем Дорасо.
Клуб принимает игроков, независимо от их сексуальной ориентации, которые настроены поддерживать борьбу с гомофобией в спорте.

## Цели
Деятельность ФК преследует следующие цели:
- Снижение гомофобии в любительском и профессиональном футболе Франции.
- Убедить футбольные клубы первой лиги присоединиться к подписанию хартии против гомофобии. Документ уже подписан клубами «Пари Сен-Жермен», «Осер», «Ницца» и «Сент-Этьен»[7].
- Поддержка игроков, тренеров, которые могут подвергаться нападкам, оскорблениям или дискриминации из-за их сексуальной ориентации.
- Продвижение Международного дня борьбы с гомофобией на стадионах первой лиги.
- Распространение образовательных материалов в спортивных школах.

## «Кретей Бебель»
В октябре 2009 года мусульманский клуб «Кретей Бебель» (фр. Créteil Bébel) отказался от игры с «Пари Фут Гей» в рамках любительского чемпионата по принципиальным соображениям. В письме, направленном в адрес «ПФГ», говорилось: «Извините, но из-за названия вашей команды, и в связи с тем, что в ней играют геи, а также, исходя из принципов нашего клуба, который состоит из верующих мусульман, мы не сможем сыграть с вами. Наши убеждения сильнее игры в футбол. Извините, что сообщили вам так поздно».
Один из основателей «ПФГ» Паскаль Брете заявил, что это решение является гомофобным и незаконным, и пригрозил обращением в прессу, если «Бебель» будет продолжать в подобном духе. Брете добавил, что двери его команды открыты для игроков любой расы, вероисповедания и сексуальной ориентации. В «ПФГ», по словам Брете, играют и гетеросексуальные футболисты. «Пари Фут Гей» подал жалобу в Национальный совет по этике Федерации футбола Франции, в результате «Кретей Бебель» был вынужден покинуть турнир.